# Villa Isola

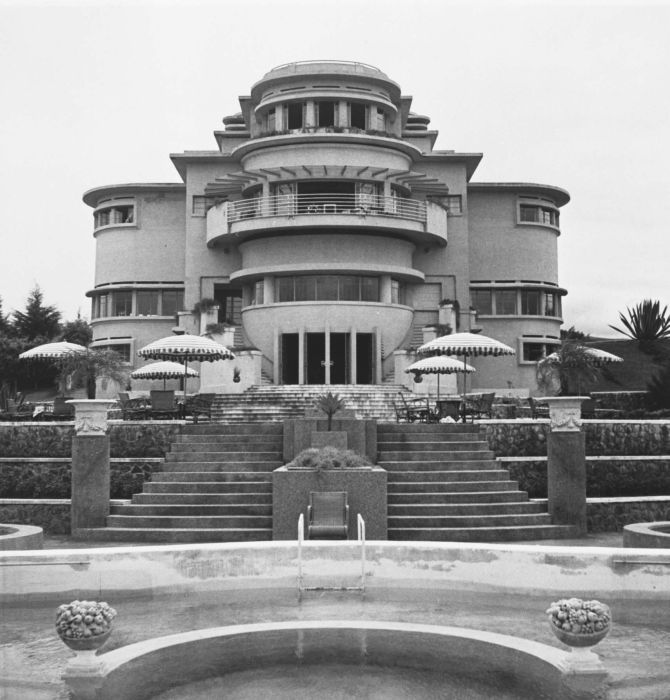
Ansicht von Süden (Aufnahme zwischen 1933 und 1940)

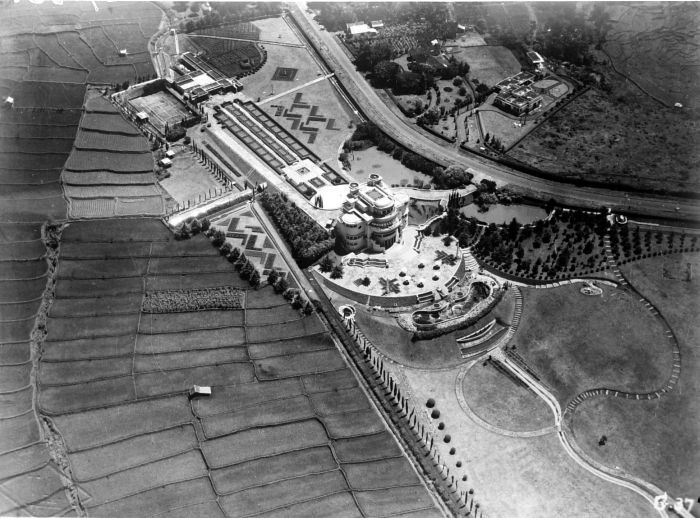
Luftaufnahme des Anwesens mit Gärten

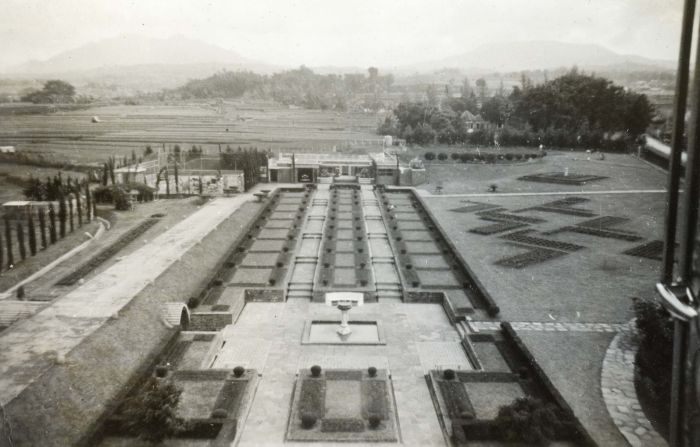
Die Gartenanlagen (1934–37)

Die Villa Isola (heute: Bumi Siliwangi) ist ein Art-déco-Gebäude im nördlichen Teil von Bandung, der Hauptstadt der Provinz Westjava in Indonesien. Die Villa entstand in den Jahren 1932/1933 für den niederländischen Medien-Tycoon Dominique Willem Berretty. Erbaut hat sie der ebenfalls niederländische Architekt, Bildhauer und Maler Charles Prosper Wolff Schoemaker. Mit zwei großen Gärten erstreckt sich der Gebäudekomplex über ein Areal von knapp 120.000 Quadratmetern.

## Nutzungsgeschichte
Berretty lebte nur einige Monate in der Villa, da er 1934 bei einem Flugzeugabsturz auf dem Weg von Batavia nach Amsterdam ums Leben kam. Die Villa Isola wurde daraufhin zunächst in ein Hotel umgewandelt. Während der japanischen Besatzungszeit in Indonesien (damals Niederländisch-Indien) diente das Anwesen 1942 als Hauptquartier der japanischen Armee in Bandung. Nach der indonesischen Unabhängigkeitserklärung im August 1945 wurde die Villa Isola renoviert und um eine Etage erweitert. Fortan hieß sie „Bumi Siliwangi“. Ab Oktober 1954 war in der Villa ein pädagogisches Institut untergebracht. Heute befindet sich das Dekanat der „University of Education“ (indonesisch: Universitas Pendidikan Indonesia) im Gebäudekomplex.

## Architektur
Der Baustil Schoemakers war geprägt von der einheimischen javanischen Philosophie. Das Gebäudedesign erinnert an die Candi Indonesiens im Osten von Java (beispielsweise: Borobudur). Kreisformen bestimmen den Komplex als architektonisches Hauptthema. Im Erdgeschoss liegt die Empfangshalle, im Stockwerk darüber das Wohnzimmer. Im zweiten Stock liegt ein großes Schlafzimmer mit südlicher Ausrichtung, verbunden durch zwei Gänge zu den westlichen und östlichen Terrassen. Gästezimmer und Gesellschaftsräume mit Bar liegen im Stockwerk darüber. Aufgrund der Hanglage verfügt das Gebäude auf der Südseite über ein zusätzliches Untergeschoss, das als Raststätte genutzt wurde.
Zwei Gärten auf verschiedenen Ebenen umgeben die Anlage.